# Odontotrypes nikodymi
Odontotrypes nikodymi es una especie de coleóptero de la familia Geotrupidae.

## Distribución geográfica
Habita en Gansu y Sichuan (China).